# 1890-es évek
Évszázadok: 18. század · 19. század · 20. század
Évtizedek: 1840-es évek · 1850-es évek · 1860-as évek · 1870-es évek · 1880-as évek · 1890-es évek · 1900-as évek · 1910-es évek · 1920-as évek · 1930-as évek · 1940-es évek
Évek: 1890 · 1891 · 1892 · 1893 · 1894 · 1895 · 1896 · 1897 · 1898 · 1899
Az 1890-es évek egy évtized volt a gregorián naptárban, amely 1890. január 1-jén kezdődött, és 1899. december 31-én fejeződött be.
Az évtized jellemzője egy súlyos gazdasági válság volt az Egyesült Államokban, amelyet az 1893-as pánik (Panic of 1893) okozott. Az évtizedet időnként "lila évtizednek" is nevezik, mert William Henry Perkin anilin festéke ebben az évtizedben terjedt el.

## Események és irányzatok
- 1898- Megjelenik a Pepsi.

## A világ vezetői
- Charles Albert Gobat
- Henri Morel
- Gustave Moynier